# Björnekulla (företag)
Björnekulla Food AB, tidigare Björnekulla fruktindustri, är ett svenskt livsmedelsföretag i Svalövs kommun. Det är dotterbolag till Abdon Group.
Företaget grundades 1907 och var länge beläget i Åstorp. 1938–1995 ägdes företaget av Kooperativa förbundet och dess produkter såldes då främst i kooperativa butiker.

## Historik
Verksamheten har sitt ursprung i Kooperativa Läskedrycksfabriken Skåne som grundades av Nils Andersson 1907. Den ska ha tillkommit för att tillverka fruktsaft som ett alternativ till öl.
Fabriken i Åstorp etablerades 1934. År 1938 såldes företaget till Kooperativa förbundet. Företaget kom att kallas Kooperativ Fruktförädling, men bytte 1946 namn till Björnekulla fruktindustri. Genom åren byggdes fabriken till flera gånger.
När Åstorps köping på 1960-talet arbetade för att få stadsrättigheter var Björnekulla en viktig del av underlaget. I september 1966 meddelade dock KF att man skulle bygga en ny fabrik i Staffanstorp och flytta fabriken till denna. Björnekulla var då Åstorps näst största industri med runt 300 anställda. År 1969 bildades företaget Foodia som samlade en del av KF:s livsmedelsindustri, inklusive Björnekulla och den nya fabriken i Staffanstorp. Huvudkontoret låg inledningsvis i Åstorp innan fabriken i Staffanstorp öppnade. Senare valde Foodia dock att behålla en del produktion i Åstorp.
KF beslutade år 1991 att Foodia skulle avvecklas som koncern och verksamheten i Björnekulla flyttades till ett eget bolag. År 1995 avyttrade KF Björnekulla. Köpare var ett konsortium lett av Kent Angergård som tidigare tagit över Önos. Vid övertagandet hade företaget 120 anställda, av vilka 37 sades upp ganska snart. Den nya ledningen förändrade organisationen så den skulle bli mer säljinriktad inför att företagets produkter skulle göras tillgängliga för privata handlare. Angergård var vd för Björnekulla i ett och ett halv år innan han lämnade i mars 1997.
Som fristående företag hade man ekonomiska problem. År 2007 varslades 36 av de 83 anställda. Efter flera års förluster försattes företaget i konkurs i maj 2011. I augusti 2011 köptes företaget av Finax. I maj 2014 meddelades det att fabriken skulle läggas ner. Även denna gång ändrade ägaren sig och valde att inte lägga ner fabriken.
I mars 2016 meddelades att produktionen skulle flyttas från Åstorp till Svalöv. Fabriken i Åstorp lades slutligen ner i februari 2017. Fabriken skulle därefter rivas, något som drog ut på tiden men blev klart i mars 2019.
Fabriken i Svalöv öppnade våren 2017. År 2020 hade företaget ett 20-tal anställda.